# Edward Grzywna
Edward Grzywna (Dąbrowa Górnicza, 19 luglio 1944) è un ex cestista polacco.

## Carriera
Con la Polonia ha disputato i Campionati europei del 1965.

## Palmarès
- Campionato polacco: 1

Śląsk Breslavia: 1964-65